# 小行星2701
小行星2701（2701 Cherson）是一颗绕太阳运转的小行星，为主小行星带小行星。该小行星于1978年9月1日发现。
該小行星以烏克蘭的城市赫爾松命名。

## 轨道参数
小行星2701的轨道半长轴为3.1777850 UA，离心率为0.134。